# Al Jawf, Libya
Al Jawf (tiếng Ả Rập: الجوف) là một thành phố ở đông nam Libya, lòa thủ phủ của khu tự quản Al Kufrah tại Libya. Thành phố nằm trên độ cao 1.254 feet (382,2 m) trên mực nước biển.Theo thống kê năm 1984 dân số thành phố là 17.320 người. Al Jawf nhận được lượng mưa trung bình hàng năm chỉ là.1 inch (2,5mm). Mùa hè nhiệt độ lên tới 100 °F (37,8 °C). Al Jawf Climatology
Thành phố nằm trên ốc đảo lớn nhất bồn địa Kufra. Đây là một trong những ốc đảo ẩm ướt nhất tại sa mạc Sahara
Thành phố có Bệnh viện Trung ương Al Jawf và Bệnh viện Soosi.